# Get Up (I Feel Like Being a) Sex Machine
«Get Up (I Feel Like Being a) Sex Machine» , або просто «Sex Machine» — пісня Джеймса Брауна, випущена 1970 року. Вийшла в альбомі Sex Machine, а також як сингл. Досягла 2 місця в ритм-н-блюзовому чарті американського журналу «Billboard» та 15 місця у Billboard Hot 100.
Ця пісня потрапила до переліку 500 найкращих пісень усіх часів за версією журналу Rolling Stone та до його ж переліку «Сорок пісень, що змінили світ».
В 2014 році британський музичний журнал New Musical Express помістив «Get Up (I Feel Like Being a) Sex Machine» у виконанні Джеймса Брауна на 225 місце свого списку «500 найбільших пісень всіх часів».
Крім того, пісня «Sex Machine» у виконанні Джеймса Брауна разом з ще трьома його піснями — «I Got You (I Feel Good)», «Please Please Please» та «Say It Loud - I'm Black and I'm Proud» " — входить у складений Залом слави рок-н-ролу список 500 пісень, які сформували рок-н-рол.
Також пісня, зокрема, увійшла до складеного журналом «Тайм» у 2011 році список All-TIME 100 Songs (список 100 найкращих пісень з моменту заснування у 1923 році журналу «Тайм»).